# (21932) Rios
(21932) Rios (1999 VP65) – planetoida z pasa głównego asteroid okrążająca Słońce w ciągu 4,91 lat w średniej odległości 2,89 j.a. Odkryta 4 listopada 1999 roku.